# Impedancja ruchowa
Impedancja ruchowa w punkcie zwarciowym K definiowana jest jako stosunek napięcia fazowego dowolnej fazy do prądu fazowego tej fazy układu trójfazowego, co można ująć następującą zależnością:
{\displaystyle {\underline {Z}}={\frac {\underline {U}}{\underline {I}}}}
Impedancja ruchowa jest miarą obciążenia przenoszonego w stanie normalnej pracy systemu elektroenergetycznego.